# Demografía de Polonia
Este artículo describe las características de la demografía de Polonia.

## Población
Por muchos siglos, hasta finalizar la Segunda Guerra Mundial en 1945, Polonia poseía un número significativo de personas pertenientes a minorías étnicas. La República de Polonia fue el segundo país de Europa con más víctimas mortales en la Segunda Guerra Mundial, solo superado por la Unión Soviética. A estas bajas también hay que sumar la pérdida de un importante número de habitantes como consecuencia de la reestructuración de sus fronteras. Todos estos marcaron la configuración actual de la población polaca, que tuvo como principal consecuencia la homogeneización de la población. En la actualidad está compuesta por un 98% de polacos frente a un 2% de personas de otros orígenes, principalmente alemanes (0,4%), lituanos, ucranianos y bielorrusos, además de judíos y gitanos.

## Etnias
La composición étnica de Polonia ha variado notablemente a lo largo del siglo XX. Hasta la Segunda Guerra Mundial, un 30% estaba formado por grupos minoritarios. Los alemanes se concentraban en tierras próximas a su país de origen, mientras que los ucranianos y bielorrusos habitaban en regiones del este. Numerosas comunidades judías estaban establecidas, además, en ciudades polacas. 

## Religión
El 95% de los polacos practica el catolicismo cuya Iglesia ejerce una influencia en la vida política de Polonia, la segunda confesión del país es la cristiana ortodoxa (1,3%). Los reformados(protestantes) representan un 0,4% y los judíos no alcanzan el 0,1%.

## Estadísticas vitales
| Año  | Población media | Nacimientos | Fallecimientos | Crecimiento vegetativo | Tasa de natalidad (per 1000) | Tasa de mortalidad (per 1000) | Crecimiento vegetativo (per 1000) | Tasa total de fertilidad |
| ---- | --------------- | ----------- | -------------- | ---------------------- | ---------------------------- | ----------------------------- | --------------------------------- | ------------------------ |
| 1921 | 27 224 000      | 890 400     | 568 300        | 322 100                | 32,7                         | 20,9                          | 11,8                              | 4,40                     |
| 1922 | 27 846 000      | 983 100     | 554 600        | 482 500                | 35,3                         | 19,9                          | 15,4                              | 4,73                     |
| 1923 | 28 480 000      | 1 014 700   | 493 800        | 520 900                | 35,6                         | 17,3                          | 18,3                              | 4,82                     |
| 1924 | 29 007 000      | 1 000 100   | 519 200        | 480 900                | 34,5                         | 17,9                          | 16,6                              | 4,69                     |
| 1925 | 29 475 000      | 1 036,600   | 492 200        | 544 400                | 35,2                         | 16,7                          | 18,5                              | 4,74                     |
| 1926 | 29 906 000      | 989,100     | 532,700        | 456 400                | 33,1                         | 17,8                          | 15,3                              | 4,44                     |
| 1927 | 30 302 000      | 958 733     | 525 633        | 433 100                | 31,6                         | 17,3                          | 14,3                              | 4,23                     |
| 1928 | 30 693 000      | 990 993     | 504 207        | 486 786                | 32,3                         | 16,4                          | 15,9                              | 4,29                     |
| 1929 | 31 084 000      | 994 101     | 518 929        | 475 172                | 32,0                         | 16,7                          | 15,3                              | 4,26                     |
| 1930 | 31 490 000      | 1 022 811   | 488 417        | 534 394                | 32,5                         | 15,5                          | 17,0                              | 4,33                     |
| 1931 | 31 935 000      | 964 573     | 493 703        | 470 870                | 30,2                         | 15,5                          | 14,7                              | 4,05                     |
| 1932 | 32 394 000      | 934 663     | 486 548        | 448 115                | 28,9                         | 15,0                          | 13,8                              | 3,87                     |
| 1933 | 32 823 000      | 868 675     | 466 210        | 402 465                | 26,5                         | 14,2                          | 12,3                              | 3,55                     |
| 1934 | 33 223 000      | 881 615     | 479 684        | 401 931                | 26,5                         | 14,4                          | 12,1                              | 3,56                     |
| 1935 | 33 616 000      | 876 667     | 470 998        | 405 669                | 26,1                         | 14,0                          | 12,1                              | 3,50                     |
| 1936 | 34 020 000      | 892 320     | 482 633        | 409 687                | 26,2                         | 14,2                          | 12,0                              | 3,51                     |
| 1937 | 34 441 000      | 856 064     | 481 594        | 374 470                | 24,9                         | 14,0                          | 10,9                              | 3,34                     |
| 1938 | 34 849 000      | 849 873     | 479 602        | 370 271                | 24,4                         | 13,8                          | 10,6                              | 3,26                     |

### Después de la Segunda Guerra Mundial
| Years                          | 1939 | 1940 | 1941 | 1942 | 1943 | 1944 | 1945 |
| ------------------------------ | ---- | ---- | ---- | ---- | ---- | ---- | ---- |
| Total Fertility Rate in Poland | 3.23 | 3.21 | 3.18 | 3.16 | 3.13 | 3.11 | 3.08 |

|      | Average population | Live births | Deaths  | Natural change | Crude birth rate (per 1000) | Crude death rate (per 1000) | Natural change (per 1000) | Total fertility rates | Life expectancy (males) | Life expectancy (females) | Share of births outside marriage | Immigration | Emigration | Net external migration |
| ---- | ------------------ | ----------- | ------- | -------------- | --------------------------- | --------------------------- | ------------------------- | --------------------- | ----------------------- | ------------------------- | -------------------------------- | ----------- | ---------- | ---------------------- |
| 1946 | 23,777,000         | 570,000     | 335,000 | 235,000        | 24.0                        | 14.1                        | 9.9                       | 3.06                  |                         |                           |                                  |             |            |                        |
| 1947 | 23,970,000         | 630,000     | 271,000 | 359,000        | 26.3                        | 11.3                        | 15.0                      | 3.51                  |                         |                           |                                  |             |            |                        |
| 1948 | 23,980,000         | 704,772     | 268,000 | 436,772        | 29.4                        | 11.2                        | 18.2                      | 3.93                  |                         |                           |                                  |             |            |                        |
| 1949 | 24,410,000         | 725,061     | 284,000 | 441,061        | 29.7                        | 11.6                        | 18.1                      | 3.94                  |                         |                           |                                  |             |            |                        |
| 1950 | 24,824,000         | 763,108     | 288,685 | 474,423        | 30.7                        | 11.6                        | 19.1                      | 3.71                  | 56.07                   | 61.68                     |                                  |             |            |                        |
| 1951 | 25,271,000         | 783,597     | 312,314 | 471,283        | 31.0                        | 12.4                        | 18.6                      | 3.75                  | 55.11                   | 60.67                     |                                  |             |            |                        |
| 1952 | 25,753,000         | 778,962     | 286,730 | 492,232        | 30.2                        | 11.1                        | 19.1                      | 3.67                  | 57.59                   | 63.07                     |                                  |             |            |                        |
| 1953 | 26,255,000         | 779,000     | 266,527 | 512,473        | 29.7                        | 10.2                        | 19.5                      | 3.61                  | 59.58                   | 65.05                     |                                  |             |            |                        |
| 1954 | 26,761,000         | 778,054     | 276,406 | 501,648        | 29.1                        | 10.3                        | 18.7                      | 3.58                  | 59.80                   | 65.06                     |                                  |             |            |                        |
| 1955 | 27,281,000         | 793,847     | 261,576 | 532,271        | 29.1                        | 9.6                         | 19.5                      | 3.61                  | 60.82                   | 66.19                     |                                  |             |            |                        |
| 1956 | 27,815,000         | 779,835     | 249,606 | 530,229        | 28.0                        | 9.0                         | 19.1                      | 3.61                  | 62.29                   | 67.52                     |                                  |             |            |                        |
| 1957 | 28,310,000         | 782,319     | 269,137 | 513,182        | 27.6                        | 9.5                         | 18.1                      | 3.49                  | 61.20                   | 66.70                     |                                  |             |            |                        |
| 1958 | 28,770,000         | 752,600     | 241,435 | 511,165        | 26.2                        | 8.4                         | 17.8                      | 3.36                  | 63.08                   | 68.57                     |                                  |             |            |                        |
| 1959 | 29,240,000         | 722,928     | 252,430 | 470,498        | 24.7                        | 8.6                         | 16.1                      | 3.22                  | 62.71                   | 68.30                     |                                  |             |            |                        |
| 1960 | 29,561,000         | 669,485     | 224,167 | 445,318        | 22.6                        | 7.6                         | 15.1                      | 2.98                  | 64.94                   | 70.60                     |                                  |             |            |                        |
| 1961 | 29,965,000         | 627,624     | 227,759 | 399,865        | 20.9                        | 7.6                         | 13.3                      | 2.83                  | 64.91                   | 70.78                     |                                  |             |            |                        |
| 1962 | 30,324,000         | 599,505     | 239,199 | 360,306        | 19.8                        | 7.9                         | 11.9                      | 2.72                  | 64.53                   | 70.49                     |                                  |             |            |                        |
| 1963 | 30,691,000         | 588,235     | 230,072 | 358,163        | 19.2                        | 7.5                         | 11.7                      | 2.70                  | 65.41                   | 71.52                     |                                  |             |            |                        |
| 1964 | 31,161,000         | 562,855     | 235,919 | 326,936        | 18.1                        | 7.6                         | 10.5                      | 2.57                  | 65.78                   | 71.60                     |                                  |             |            |                        |
| 1965 | 31,496,000         | 546,362     | 232,421 | 313,941        | 17.3                        | 7.4                         | 10.0                      | 2.52                  | 66.58                   | 72.40                     |                                  |             |            |                        |
| 1966 | 31,698,000         | 530,307     | 232,945 | 297,362        | 16.7                        | 7.3                         | 9.4                       | 2.33                  | 66.87                   | 72.85                     |                                  |             |            |                        |
| 1967 | 31,944,000         | 520,383     | 247,705 | 272,678        | 16.3                        | 7.8                         | 8.5                       | 2.30                  | 66.44                   | 72.61                     |                                  |             |            |                        |
| 1968 | 32,426,000         | 524,174     | 244,115 | 280,059        | 16.2                        | 7.5                         | 8.6                       | 2.24                  | 67.04                   | 73.55                     |                                  |             |            |                        |
| 1969 | 32,555,000         | 531,135     | 262,823 | 268,312        | 16.3                        | 8.1                         | 8.2                       | 2.20                  | 66.50                   | 73.09                     |                                  |             |            |                        |
| 1970 | 32,526,000         | 545,973     | 266,799 | 279,174        | 16.8                        | 8.2                         | 8.6                       | 2.22                  | 66.62                   | 73.33                     | 5.0                              |             |            |                        |
| 1971 | 32,805,000         | 562,341     | 283,702 | 278,639        | 17.1                        | 8.6                         | 8.5                       | 2.25                  | 66.13                   | 73.25                     |                                  |             |            |                        |
| 1972 | 33,068,000         | 575,725     | 265,250 | 310,475        | 17.4                        | 8.0                         | 9.4                       | 2.24                  | 67.32                   | 74.17                     |                                  |             |            |                        |
| 1973 | 33,363,000         | 598,559     | 277,188 | 321,371        | 17.9                        | 8.3                         | 9.6                       | 2.24                  | 67.15                   | 74.30                     |                                  |             |            |                        |
| 1974 | 33,691,000         | 621,080     | 277,085 | 343,995        | 18.4                        | 8.2                         | 10.2                      | 2.26                  | 67.80                   | 74.64                     |                                  |             |            |                        |
| 1975 | 34,022,000         | 643,772     | 296,896 | 346,876        | 18.9                        | 8.7                         | 10.2                      | 2.27                  | 67.02                   | 74.26                     | 4.7                              |             |            |                        |
| 1976 | 34,362,000         | 670,140     | 304,057 | 366,083        | 19.5                        | 8.8                         | 10.7                      | 2.31                  | 66.92                   | 74.55                     |                                  |             |            |                        |
| 1977 | 34,698,000         | 662,582     | 312,956 | 349,626        | 19.1                        | 9.0                         | 10.1                      | 2.33                  | 66.49                   | 74.50                     |                                  |             |            |                        |
| 1978 | 35,010,000         | 666,336     | 325,104 | 341,232        | 19.0                        | 9.3                         | 9.7                       | 2.30                  | 66.36                   | 74.53                     |                                  |             |            |                        |
| 1979 | 35,257,000         | 688,293     | 323,048 | 365,245        | 19.5                        | 9.2                         | 10.4                      | 2.39                  | 66.79                   | 74.91                     | 4.8                              |             |            |                        |
| 1980 | 35,578,000         | 692,798     | 350,203 | 342,595        | 19.5                        | 9.8                         | 9.6                       | 2.42                  | 66.01                   | 74.44                     |                                  |             |            |                        |
| 1981 | 35,902,000         | 678,696     | 328,923 | 349,773        | 18.9                        | 9.2                         | 9.7                       | 2.34                  | 67.10                   | 75.24                     |                                  |             |            |                        |
| 1982 | 36,227,000         | 702,351     | 334,869 | 367,482        | 19.4                        | 9.2                         | 10.1                      | 2.38                  | 67.24                   | 75.20                     |                                  |             |            |                        |
| 1983 | 36,571,000         | 720,756     | 349,388 | 371,368        | 19.7                        | 9.6                         | 10.2                      | 2.41                  | 67.04                   | 75.16                     |                                  |             |            |                        |
| 1984 | 36,914,000         | 699,041     | 364,883 | 334,158        | 18.9                        | 9.9                         | 9.1                       | 2.36                  | 66.84                   | 74.97                     |                                  |             |            |                        |
| 1985 | 37,203,000         | 677,576     | 381,458 | 296,118        | 18.2                        | 10.3                        | 8.0                       | 2.33                  | 66.50                   | 74.81                     | 5.0                              |             |            |                        |
| 1986 | 37,456,000         | 634,748     | 376,316 | 258,432        | 16.9                        | 10.0                        | 6.9                       | 2.21                  | 66.76                   | 75.13                     |                                  |             |            |                        |
| 1987 | 37,664,000         | 605,492     | 378,365 | 227,127        | 16.1                        | 10.0                        | 6.0                       | 2.15                  | 66.81                   | 75.20                     |                                  |             |            |                        |
| 1988 | 37,862,000         | 587,741     | 370,821 | 216,920        | 15.5                        | 9.8                         | 5.7                       | 2.12                  | 67.15                   | 75.67                     |                                  |             |            |                        |
| 1989 | 37,963,000         | 562,530     | 381,173 | 181,357        | 14.8                        | 10.0                        | 4.8                       | 2.08                  | 66.76                   | 75.45                     |                                  |             |            |                        |
| 1990 | 38,119,000         | 545,817     | 390,343 | 155,474        | 14.3                        | 10.2                        | 4.1                       | 2.04                  | 66.23                   | 75.24                     | 6.2                              |             |            |                        |
| 1991 | 38,245,000         | 547,719     | 405,716 | 142,003        | 14.3                        | 10.6                        | 3.7                       | 2.05                  | 65.88                   | 75.06                     | 6.6                              |             |            |                        |
| 1992 | 38,365,000         | 515,214     | 394,729 | 120,485        | 13.4                        | 10.3                        | 3.1                       | 1.91                  | 66.47                   | 75.48                     | 7.2                              |             |            |                        |
| 1993 | 38,459,000         | 494,310     | 392,259 | 102,051        | 12.9                        | 10.2                        | 2.7                       | 1.86                  | 67.17                   | 75.81                     | 8.2                              |             |            |                        |
| 1994 | 38,544,000         | 481,285     | 386,398 | 94,887         | 12.5                        | 10.0                        | 2.5                       | 1.78                  | 67.50                   | 76.08                     | 9.0                              |             |            |                        |
| 1995 | 38,588,000         | 443,109     | 386,084 | 57,025         | 11.5                        | 10.0                        | 1.5                       | 1.65                  | 67.62                   | 76.39                     | 9.5                              |             |            |                        |
| 1996 | 38,618,000         | 428,203     | 385,496 | 42,707         | 11.1                        | 10.0                        | 1.1                       | 1.58                  | 68.12                   | 76.57                     | 10.2                             |             |            |                        |
| 1997 | 38,650,000         | 412,635     | 380,201 | 32,434         | 10.7                        | 9.8                         | 0.8                       | 1.52                  | 68.45                   | 76.99                     | 11.0                             |             |            |                        |
| 1998 | 38,666,000         | 395,619     | 375,354 | 20,265         | 10.2                        | 9.7                         | 0.5                       | 1.44                  | 68.87                   | 77.34                     | 11.6                             |             |            |                        |
| 1999 | 38,654,000         | 382,002     | 381,415 | 587            | 9.9                         | 9.9                         | 0.0                       | 1.37                  | 68.83                   | 77.49                     | 11.7                             |             |            |                        |
| 2000 | 38,649,000         | 378,348     | 368,028 | 10,320         | 9.8                         | 9.5                         | 0.3                       | 1.35                  | 69.74                   | 78.00                     | 12.1                             |             |            |                        |
| 2001 | 38,248,000         | 368,205     | 363,220 | 4,985          | 9.6                         | 9.5                         | 0.1                       | 1.32                  | 70.21                   | 78.38                     | 13.1                             |             |            |                        |
| 2002 | 38,218,531         | 353,765     | 359,486 | -5,721         | 9.3                         | 9.4                         | -0.1                      | 1.25                  | 70.40                   | 78.80                     | 14.4                             | 6,587       | 24,532     | -17,945                |
| 2003 | 38,190,608         | 351,072     | 365,230 | -14,158        | 9.2                         | 9.6                         | -0.4                      | 1.22                  | 70.50                   | 78.90                     | 15.8                             | 7,048       | 20,813     | -13,765                |
| 2004 | 38,173,835         | 356,131     | 363,522 | -7,391         | 9.3                         | 9.5                         | -0.2                      | 1.23                  | 70.70                   | 79.20                     | 17.1                             | 9,495       | 18,877     | -9,382                 |
| 2005 | 38,157,055         | 364,383     | 368,285 | -3,902         | 9.5                         | 9.6                         | -0.1                      | 1.24                  | 70.80                   | 79.40                     | 18.5                             | 9,364       | 22,242     | -12,878                |
| 2006 | 38,125,479         | 374,244     | 369,686 | 4,558          | 9.8                         | 9.7                         | 0.1                       | 1.27                  | 70.90                   | 79.60                     | 18.9                             | 10,802      | 46,936     | -36,134                |
| 2007 | 38,115,641         | 387,873     | 377,226 | 10,647         | 10.2                        | 9.9                         | 0.3                       | 1.31                  | 71.00                   | 79.70                     | 19.5                             | 14,995      | 35,480     | -20,485                |
| 2008 | 38,135,876         | 414,499     | 379,399 | 35,100         | 10.9                        | 10.0                        | 0.9                       | 1.39                  | 71.30                   | 80.00                     | 19.9                             | 15,275      | 30,140     | -14,865                |
| 2009 | 38,167,329         | 417,589     | 384,940 | 32,649         | 10.9                        | 10.1                        | 0.9                       | 1.40                  | 71.50                   | 80.10                     | 20.2                             | 17,424      | 18,620     | -1,196                 |
| 2010 | 38,529,866         | 413,300     | 378,478 | 34,822         | 10.7                        | 9.8                         | 0.9                       | 1.38                  | 72.10                   | 80.60                     | 20.6                             | 15,246      | 17,360     | -2,114                 |
| 2011 | 38,538,447         | 388,416     | 375,501 | 12,915         | 10.1                        | 9.7                         | 0.3                       | 1.30                  | 72.40                   | 80.90                     | 21.2                             | 15,524      | 19,858     | -4,334                 |
| 2012 | 38,533,299         | 387,858     | 384,788 | 3,070          | 10.1                        | 10.0                        | 0.1                       | 1.30                  | 72.70                   | 81.00                     | 22.3                             | 14,583      | 21,200     | -6,617                 |
| 2013 | 38,495,659         | 369,576     | 387,312 | -17,736        | 9.6                         | 10.1                        | -0.5                      | 1.26                  | 73.10                   | 81.10                     | 23.4                             | 12,199      | 32,103     | -19,904                |
| 2014 | 38,478,602         | 375,160     | 376,467 | -1,307         | 9.7                         | 9.8                         | -0.1                      | 1.29                  | 73.80                   | 81.60                     | 24.2                             | 12,330      | 28,080     | -15,750                |
| 2015 | 38,437,239         | 369,308     | 394,921 | -25,613        | 9.6                         | 10.3                        | -0.7                      | 1.29                  | 73.60                   | 81.60                     | 24.6                             | 12,330      | 28,080     | -15,750                |
| 2016 | 38,432,992         | 382,257     | 388,009 | -5,752         | 9.9                         | 10.1                        | -0.2                      | 1.36                  | 73.90                   | 81.90                     | 25.0                             | 13,475      | 11,970     | 1,505                  |
| 2017 | 38,433,558         | 401,982     | 402,852 | -870           | 10.5                        | 10.5                        | -0.0                      | 1.45                  | 74.00                   | 81.80                     | 24.1                             | 13,324      | 11,888     | 1,436                  |
| 2018 | 38,411,148         | 388,178     | 414,200 | -26,022        | 10.1                        | 10.8                        | -0.7                      | 1.44                  | 73.80                   | 81.70                     | 26.4                             | 15,461      | 11,849     | 3,612                  |
| 2019 | 38,382,576         | 374,954     | 409,709 | -34,755        | 9.8                         | 10.7                        | -0.9                      | 1.42                  | 74.10                   | 81.80                     | 25.4                             | 16,909      | 10,726     | 6,183                  |
| 2020 | 38,265,013         | 355,309     | 477,355 | -122,046       | 9.3                         | 12.5                        | -3.2                      | 1.38                  |                         |                           |                                  | 13,263      | 8,780      | 4,483                  |

## Fiestas
| Fecha           | Nombre en castellano              | Nombre local                           |
| --------------- | --------------------------------- | -------------------------------------- |
| 1 de enero      | Año Nuevo                         | Nowy Rok                               |
| abril o mayo    | La Pascua                         | Wielkanoc                              |
| 1 de mayo       | Día del trabajador                | Święto Pracy                           |
| 2 de mayo       | Día de la Bandera Nacional        | Święto Flagi Rzeczypospolitej          |
| 3 de mayo       | Día de la Constitución            | Święto Konstytucji                     |
| mayo o junio    | Corpus Christi                    | Boże Ciało                             |
| 15 de agosto    | Asunción y Día de Fuerzas Armadas | Wniebowzięcie i Dzień Wojska Polskiego |
| 31 de agosto    | Día de la Solidaridad y Libertad  | Dzień Solidarności i Wolności          |
| 1 de noviembre  | Día de todos los Santos           | Wszystkich Świętych                    |
| 11 de noviembre | Día de Independencia              | Święto Niepodległości                  |
| 24 de diciembre | Nochebuena                        | Wigilia                                |
| 25 de diciembre | Día de Navidad                    | Boże Narodzenie                        |
| 26 de diciembre | Navidad                           | Drugi dzień świąt Bożego Narodzenia    |

## Inmigración
La inmigración en Polonia solo ha aumentado recientemente después del 2014, cuando el desempleo empezó a caer y se empezó a requerir mayor cantidad de mano de obra. La mayoría de la migración es tempora, con trabajadores con una permanencia temporal entre 3 y 12 meses. 
| Posición | Nacionalidad    | Población (2021) |
| -------- | --------------- | ---------------- |
| 1        | Ucrania         | 2,500,000 (2022) |
| 2        | Bielorrusia     | 30,228           |
| 3        | Alemania        | 20,240           |
| 4        | Rusia           | 12,607           |
| 5        | Vietnam         | 10,551           |
| 6        | India           | 10,218           |
| 7        | Italia          | 8,483            |
| 8        | Georgia         | 8,345            |
| 9        | China           | 6,812            |
| 10       | Reino Unido     | 6,527            |
| 11       | España          | 5,873            |
| 12       | Francia         | 5,540            |
| 13       | Bulgaria        | 5,343            |
| 14       | Turquía         | 4,884            |
| 15       | Rumania         | 4,712            |
| 16       | Moldavia        | 3,990            |
| 17       | Armenia         | 3,101            |
| 18       | Estados Unidos  | 2,600            |
| 19       | Corea del Sur   | 2,497            |
| 20       | Países Bajos    | 2,388            |
| 21       | Suecia          | 2,368            |
| 22       | Lituania        | 2,357            |
| 23       | República Checa | 2,302            |
| 24       | Nepal           | 2,287            |
| 25       | Eslovaquia      | 2,214            |